# Агбарджін-джінон
Агбарджін-джінон (1423—1454) — 14-й великий каган Монгольського ханства в 1453—1454 роках.

## Життєпис
Походив з гілки Хубілаїдів династії Чингізидів. Другий син Аджай-тайши і онук Нігулесугчі-хана. Його батько виховувався серед ойратської знаті. Народився 1423 року. Після смерті батька разом з братами Тогтою-бугою і Мандуулом поневірявся Монголією, поки не зустрів Тогон-тайшу, очільника Чотирьох племен ойратів.
У 1433 році старшого брата Тогту-бугу було оголошено великим каганом під ім'ям Тайсун-хан. Протягом 1433—1438 років Агбарджін брав участь у війні проти іншого кагана — Адай-хана, що закріпився в північно-східній Монголії. після перемоги над останнім Тайсун-хан став одноосібним володарем, призначивши Агбарджіна джінонгом, тобто спадкоємцем трону.
Про діяльність Агбарджіна у 1440 та 1450-х років практично відсутні, ймовірно, був учасником походів Есен-тайши, що став 1440 року фактичним правителем Монгольського каганату. У 1451 році з початком війни між Тайсун-ханом і Есен-тайши перейшов на бік останнього, оскільки Есен запропонував Агбарджіну посісти каганський трон. У 1453 році Тайсун-хана було переможено при облозі Каракоруму, а невдовзі після цього вбито. Есен-тайша оголосив новим монгольським каганом Агбарджіна, той в свою чергу призначив Есен-тайшу джіноном. Втім 1454 році, коли Агбарджін прибув на скликаний курултай, де його повинні були офіційно оголосити каганом хаганом, Есен-тайша наказав вбив його, сам посівши трон. Син Агбарджіна — Харагуцаг — продовжив боротьбу, але невдовзі загинув, намагаючись дістатись Могулістану.